# Saenggwabu uijaryo cheonggu sosong
Pour plus de détails, voir Fiche technique et Distribution.
Saenggwabu uijaryo cheonggu sosong (생과부 위자료 청구 소송, littéralement « action en justice pour pension alimentaire ») est un film sud-coréen réalisé par Kang Woo-seok, sorti en 1998.

## Synopsis
Choo Hyeong-do, un manager, se dévoue corps et âme à son entreprise. Son ex-femme, Lee Gyeong-ja, exige de lui une forte pension alimentaire.
Myeong Seong-gi est un avocat d'affaires qui défend la société Ilsan dont la fortune a fructifié dans l'illégalité. Son ex-femme et désormais ennemi juré, Lee Ki-ja, décide de défendre un client qui porte plainte contre l'entreprise.

## Fiche technique
- Titre : Saenggwabu uijaryo cheonggu sosong
- Titre original : 생과부 위자료 청구 소송
- Titre anglais : Bedroom and Courtroom
- Réalisation : Kang Woo-seok
- Scénario : Oh Shi-wook
- Musique : Kim Dong-seong
- Photographie : Jeong Kwang-Seok
- Montage : Kim Hyeon
- Production : Kim Mi-hee et Kang Woo-seok
- Société de production : Cinema Service
- Pays :  Corée du Sud
- Genre : Comédie noire
- Durée : 116 minutes
- Dates de sortie : 
  -  Corée du Sud : 1er août 1998

## Distribution
- Ahn Sung-ki : Myeong Seong-gi
- Moon Sung-keun : Chu Hyeong-do
- Hwang Sin-hye : Lee Gyeong-ja
- Shim Hye-jin : Lee Ki-ja

## Distinctions
Le film a été nommé au Blue Dragon Film Award du meilleur film.